# Виктория (имя)
Викто́рия (от лат. Victoria — «победа») — женское имя латинского происхождения. Мужская форма имени — Виктор.

## Святые
Именины в Русской православной церкви и Католической церкви: 12 марта, 12 сентября, 24 октября, 17 ноября, 23 декабря.
- Виктория Альбитинская (умучена в 304 году) — святая Единой Церкви.
- Виктория, Анатолия и Аудакс (III век) — святые Единой Церкви.
- Виктория Кордубская
- Виктория Кулузская[4] (8 (21) декабря) (+ около 477—484)
- Виктория Никомидийская[4] (24 октября / 6 ноября)
- Виктория Солунская (или Римская)[4] (1 (14) июня)
- Виктория Эфесская[4] (25 мая /7 июня)
- Африканские мученики, в том числе Виктория (умерли в 484 году) — святые Единой Церкви.
- Мученица Виктория, пострадавшая вместе со св. мч. Эдистом
- Мученицы Анатолия и Виктория Римские

## Члены королевских домов
- Виктория (1819—1901) — королева Великобритании.
- Виктория (род. 1977) — кронпринцесса Швеции, дочь короля Карла XVI Густава.
- Виктория Баденская (1862—1930) — супруга короля Швеции Густава V, королева Швеции, мать короля Густава VI Адольфа.
- Виктория Великобританская (1868—1935) — принцесса Великобритании и Ирландии, дочь короля Эдуарда VII, младшая сестра Георга V.
- Виктория Гессен-Дармштадтская (1863—1950) — супруга Людвига Александра Баттенберга, сестра русской императрицы Александры Федоровны и великой княгини Елизаветы Федоровны.
- Виктория де Валуа (1556—1556) — последний ребенок короля Франции Генриха II и Екатерины Медичи, сестра-близнец мертворождённой Жанны де Валуа.
- Виктория Прусская (1866—1929) — прусская принцесса, в замужестве принцесса Шаумбург-Липпская. Выйдя повторно замуж, с 1927 года подписывалась именем Виктории Зубковой и под этим именем выпустила в 1929 году свои мемуары.
- Виктория Саксен-Кобург-Готская:[править]  -  Виктория Саксен-Кобург-Готская (1840—1901) — старшая дочь британской  королевы Виктории, супруга короля Пруссии и императора Германии Фридриха III, мать кайзера Вильгельма II.
  -  Виктория Саксен-Кобург-Готская (1822—1857) — в браке герцогиня Немурская.
- Виктория Саксен-Кобург-Заальфельдская (1786—1861) — мать королевы Великобритании Виктории.
- Виктория Французская (1733—1799) — седьмой ребёнок и пятая дочь короля Франции Людовика XV.

### Составное имя
- Августа Виктория:[править]  -  Августа Виктория (1858—1921) — принцесса из рода Августенбургов, в браке — германская императрица и королева Пруссии.
  -  Августа Виктория Гогенцоллерн-Зигмарингенская (1890—1966) — немецкая принцесса, супруга португальского короля Мануэла II.
- Виктория Аделаида Шлезвиг-Гольштейнская (1885—1970) — старшая дочь герцога Фридриха Фердинанда Шлезвиг-Гольштейн-Глюксбургского.
- Виктория Евгения Баттенберг (1887—1969) — королева-консорт Испании, прабабушка короля Испании Филиппа VI.
- Виктория Луиза Прусская (1892—1980) — дочь германского императора Вильгельма II, супруга Эрнста Августа Брауншвейгского, мать греческой королевы Фредерики.
- Виктория Маргарита Прусская (1890—1923) — принцесса Прусская, в замужестве — княгиня Рейсс-Кестрицская.
- Виктория Фёдоровна (1876—1936) — великая княгиня Российской империи.

## Прочие
- Виктория (род. 1971) — сценическое имя американского реслера и культуристки Лизы Мари Варон.